# 푀르너

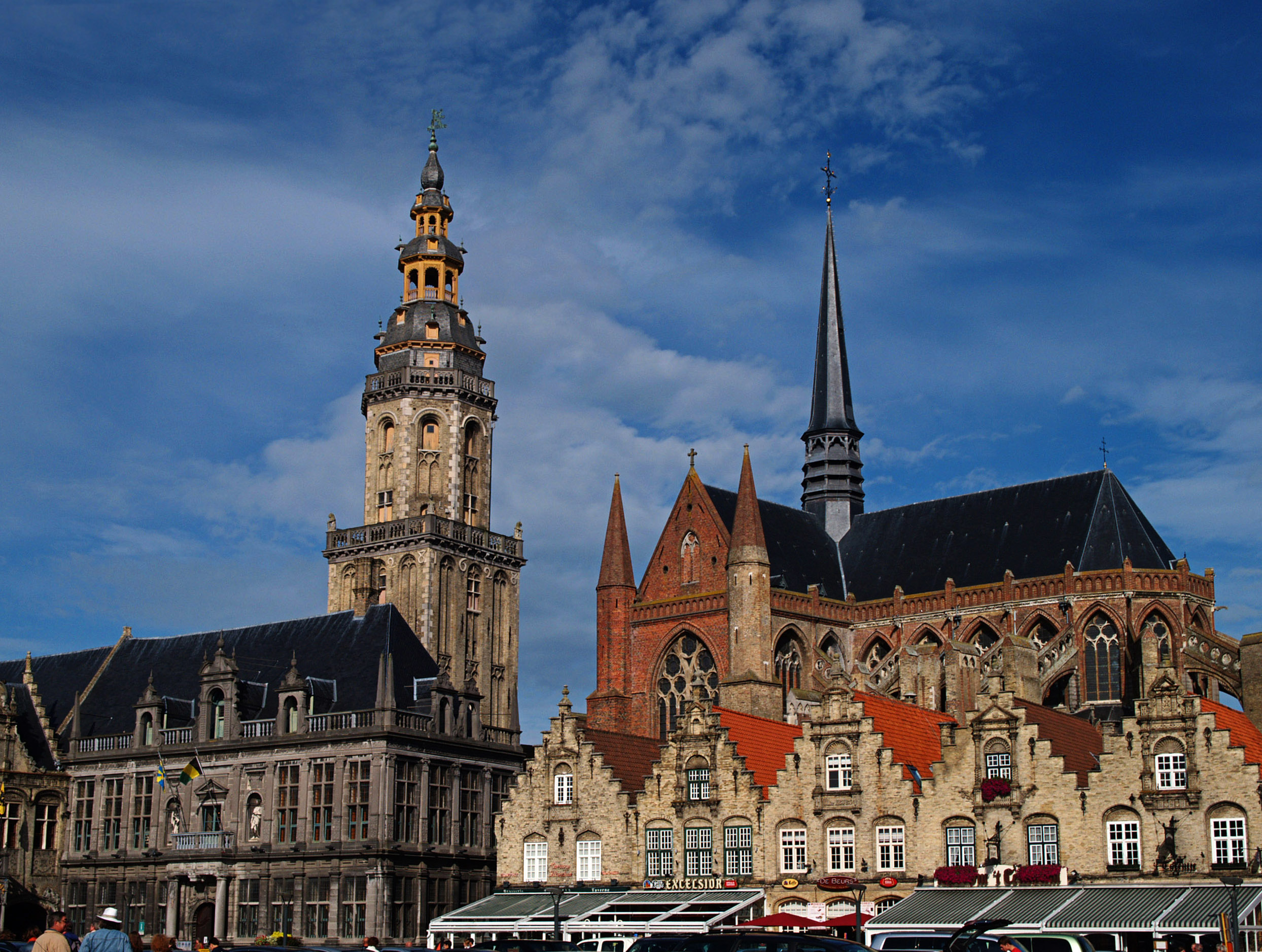
푀르너 시장 광장

푀르너(네덜란드어: Veurne, 프랑스어: Furnes 퓌른[*])는 벨기에 플란데런 지역 베스트플란데런주에 위치한 도시로 면적은 96.34km2, 인구는 11,674명(2016년 1월 1일 기준), 인구 밀도는 120명/km2이다.

시기
시 문장